# Grady Booch
Grady Booch (27 de fevereiro de 1955) é um informático estadunidense. Seu livro "Software Engineering with Ada" lançou as raízes do projeto orientado a objetos. Esse trabalho evoluiu para uma metodologia de desenvolvimento de sistemas orientados a objetos publicada em seu livro "Object-Oriented Analysis and Design with Applications".
Em 1996, em parceria com Ivar Jacobson e James Rumbaugh, lançou uma linguagem unificada para a modelagem de software que se tornou um padrão da indústria, a UML.